# Nyctinomops femorosaccus
Nyctinomops femorosaccus es una especie de murciélago de la familia Molossidae.

## Distribución geográfica
Se encuentra en México y Estados Unidos.